# Żołnierze kosmicznej błyskawicy
Żołnierze kosmicznej błyskawicy (ang. Space Thunder Kids) – koreański film animowany z 1991 roku.
W Ameryce film ten został wydany w języku angielskim przez Adda Audio Visual Ltd. – przez hongkońskiego producenta Josepha Lai pod nazwą Space Thunder Kids, wersja ta trafiła do Europy i na niej oparte były późniejsze tłumaczenia na inne języki. W Polsce wersja amerykańska została wydana na kasetach VHS z lektorem i angielskim dubbingiem pod tytułem Żołnierze kosmicznej błyskawicy. W USA film został wydany także na DVD przez Digiview Productions.
Przez wielu krytyków film jest uważany za plagiat. Zapożycza szereg elementów – wzorce postaci, roboty oraz punkty zwrotne fabuły. Poza tym wiele materiałów filmowych pochodzi bowiem od innych animacji. Produkcja ta składa się z wielu fragmentów materiałów następujących anime: Wybawca Ziemi, Obrońcy Kosmosu, Zdobywca Kosmosu, Obrońcy Wszechświata, Słoneczna przygoda, Micro-Commando Diatron-5, Jeźdźcy Galaktyki oraz Iron Man Trio.

## Fabuła
Mroczne Cesarstwo i jego armia chcą podbić Wszechświat. Trójka dzieciaków wyrusza w misję walki ze złem.

## Wersja polska
Żołnierze kosmicznej błyskawicy (ang. Space Thunder Kids) – wersja wydana na VHS z angielskim dubbingiem i polskim lektorem.
- Dystrybucja w Polsce: Vision[7]
- Opracowanie: Martyna Łukomska
- Czytał: Tomasz Knapik